# Самая внутренняя устойчивая круговая орбита
Самая внутренняя устойчивая круговая орбита (англ. Innermost stable circular orbit, ISCO) — наиболее маленькая круговая орбита, на которой пробная частица может обращаться вокруг массивного тела при рассмотрении задачи в рамках общей теории относительности. Расположение такой орбиты и её радиус ({\displaystyle r_{isco}}) зависят от углового момента (спина) центрального объекта.

## Массивное тело
В случае невращающегося массивного объекта, когда гравитационное поле можно выразить в метрике Шварцшильда, орбита имеет радиус
{\displaystyle r_{isco}={\frac {6\,GM}{c^{2}}}.}
По мере увеличения углового момента центрального объекта радиус {\displaystyle r_{isco}} уменьшается. Даже для невращающегося объекта радиус орбиты составляет всего три радиуса Шварцшильда, поэтому только у чёрных дыр орбиты такого типа лежат над поверхностью.

## Фотоны
Для фотона радиус самой внутренней круговой орбиты равен
{\displaystyle r={\frac {3\,GM}{c^{2}}}.}